# Араблуй-є-Даре
Араблуй-є-Даре (перс. عربلوی دره) — село в Ірані, входить до складу дехестану Південний Назлуй у Центральному бахші шахрестану Урмія провінції Західний Азербайджан.